# Joachim Pierzyna
Joachim Pierzyna, noto negli Stati Uniti d'America come Joe Puls (Sieraków Śląski, 20 agosto 1939), è un ex calciatore polacco, di ruolo difensore.

## Carriera

### Club
Pierzyna inizia la carriera nello Sparta Lubliniec e nel 1960 passa al Polonia Bytom, società militante nel massimo campionato polacco. Con il suo club ottiene il sesto posto nella stagione d'esordio. L'anno seguente ottiene il secondo posto finale a cui segue la vittoria del campionato nel 1962. Nel 1964 Pierzyna raggiunge con il suo club la finale della Coppa di Polonia, perdendola contro il Legia Varsavia.
Nell'estate 1967 venne ingaggiato dagli statunitensi del St. Louis Stars. Con i Stars ottenne il secondo posto della Western Division della NPSL, non qualificandosi per la finale della competizione.
La stagione seguente, la prima della neonata NASL, la inizia in forza agli Stars venendo poi ingaggiato dai Dallas Tornado, con cui ottiene il quarto ed ultimo posto della Gulf Division.
Nel 1969 torna a giocare nei St. Louis Stars, con cui ottiene il quarto posto finale in campionato. Nella stagione 1972 raggiunge la finale del torneo, giocandola da titolare, perdendola contro i N.Y. Cosmos. Terminò la carriera agonistica agli Stars nel 1973.

### Nazionale
Nel 1962 esordisce nella nazionale di calcio della Polonia in una amichevole contro il Marocco; quella con la nazionale nordafricana resterà la sua unica presenza con le aquile bianche.

## Statistiche

### Cronologia presenze e reti in Nazionale
| Cronologia completa delle presenze e delle reti in nazionale ― Polonia | Cronologia completa delle presenze e delle reti in nazionale ― Polonia | Cronologia completa delle presenze e delle reti in nazionale ― Polonia | Cronologia completa delle presenze e delle reti in nazionale ― Polonia | Cronologia completa delle presenze e delle reti in nazionale ― Polonia | Cronologia completa delle presenze e delle reti in nazionale ― Polonia | Cronologia completa delle presenze e delle reti in nazionale ― Polonia | Cronologia completa delle presenze e delle reti in nazionale ― Polonia |
| Data                                                                   | Città                                                                  | In casa                                                                | Risultato                                                              | Ospiti                                                                 | Competizione                                                           | Reti                                                                   | Note                                                                   |
| ---------------------------------------------------------------------- | ---------------------------------------------------------------------- | ---------------------------------------------------------------------- | ---------------------------------------------------------------------- | ---------------------------------------------------------------------- | ---------------------------------------------------------------------- | ---------------------------------------------------------------------- | ---------------------------------------------------------------------- |
| 11-10-1962                                                             | Varsavia                                                               | Polonia                                                                | 1 – 1                                                                  | Marocco                                                                | Amichevole                                                             | -                                                                      |                                                                        |
| Totale                                                                 |                                                                        | Presenze                                                               | 1                                                                      |                                                                        | Reti                                                                   | 0                                                                      |                                                                        |

## Palmarès

### Club
- Campionato polacco: 1

Polonia Bytom: 1962